# سیارک ۲۴۱۴۷
سیارک ۲۴۱۴۷ (به انگلیسی: 24147 Stefanmuller، نامگذاری:1999VH162) بیست و چهار هزار و صد و چهل و هفتمین سیارک کشف شده‌است که در ۱۴ نوامبر ۱۹۹۹ کشف شد.
قدر مطلق سیارک برابر ۱۲.۹ است.